# Mandevilla
Mandevilla (Syn.: Dipladenia A.DC.) ist eine etwa 110 bis 175 Arten umfassende Gattung neotropischer Lianen, Kletterpflanzen oder Halbsträucher in der Familie der Hundsgiftgewächse (Apocynaceae). Einige Arten sind in Kultur und in Europa als Zimmer- oder Gartenpflanze zu finden.

## Beschreibung

### Habitus
Mandevilla-Arten sind typischerweise hängende Kletterpflanzen, einige Arten haben jedoch einen aufrechten, liegenden oder kletternden Habitus. Bei einigen Arten verholzen Teile der Sprossachsen wie bei einem Halbstrauch (Lianen). Die meisten Arten wurzeln terrestrisch, mindestens eine Art, Mandevilla boliviensis in Costa Rica, lebt aber epiphytisch auf anderen Pflanzen.

### Wurzeln
Die Bewurzelung ist allorhiz mit einer vertikalen, zylindrischen, dünnen und verholzten Pfahlwurzel. Die Wurzeln sind vierstrahlig (tetrarch), mit vier Xylemsträngen. Im unteren Teil der Wurzel gehen die Seitenwurzeln von der Pfahlwurzel ab. Zumindest einige Mandevilla-Arten, wie zum Beispiel Mandevilla velutina oder Mandevilla illustris, bilden durch Verdickung der Hauptwurzel Rüben als unterirdische Speicherorgane aus. Diese speichern vor allem Wasser für Trockenzeiten.

### Blätter
Die einfachen Laubblätter sind gestielt und stehen gegenständig an der Sprossachse. Die Spreite ist dünn und häutchen- oder papierartig, selten ledrig. Die Blattgestalt ist innerhalb der Arten sehr konstant, nur bei einigen Arten aus Zentralamerika, wie zum Beispiel M. tubiflora hochvariabel. Die Blätter sind bei fast allen Arten leicht behaart, Ausnahmen sind zum Beispiel Mandevilla acutiloba und Mandevilla subsagittata.
Typisch für die Gattung ist das Vorhandensein von Drüsen, adaxial (an der Blattoberseite) an der Mittelrippe. Die Drüsen sind spindelförmig und nicht oder kaum fühlbar. Bei den Arten der Untergattung Mandevilla stehen die Drüsen nur an der Basis der Mittelrippe, bei der Untergattung Exosthostemon sind sie ungleichmäßig über die ganze Vene verstreut. Auch die Nodien der Sprossachse sind bei den meisten Arten drüsig, hier konzentrieren sich die Drüsen von allem auf die Achseln der Blattstiele.
Nebenblätter sind vorhanden.

### Blütenstände und Blüten

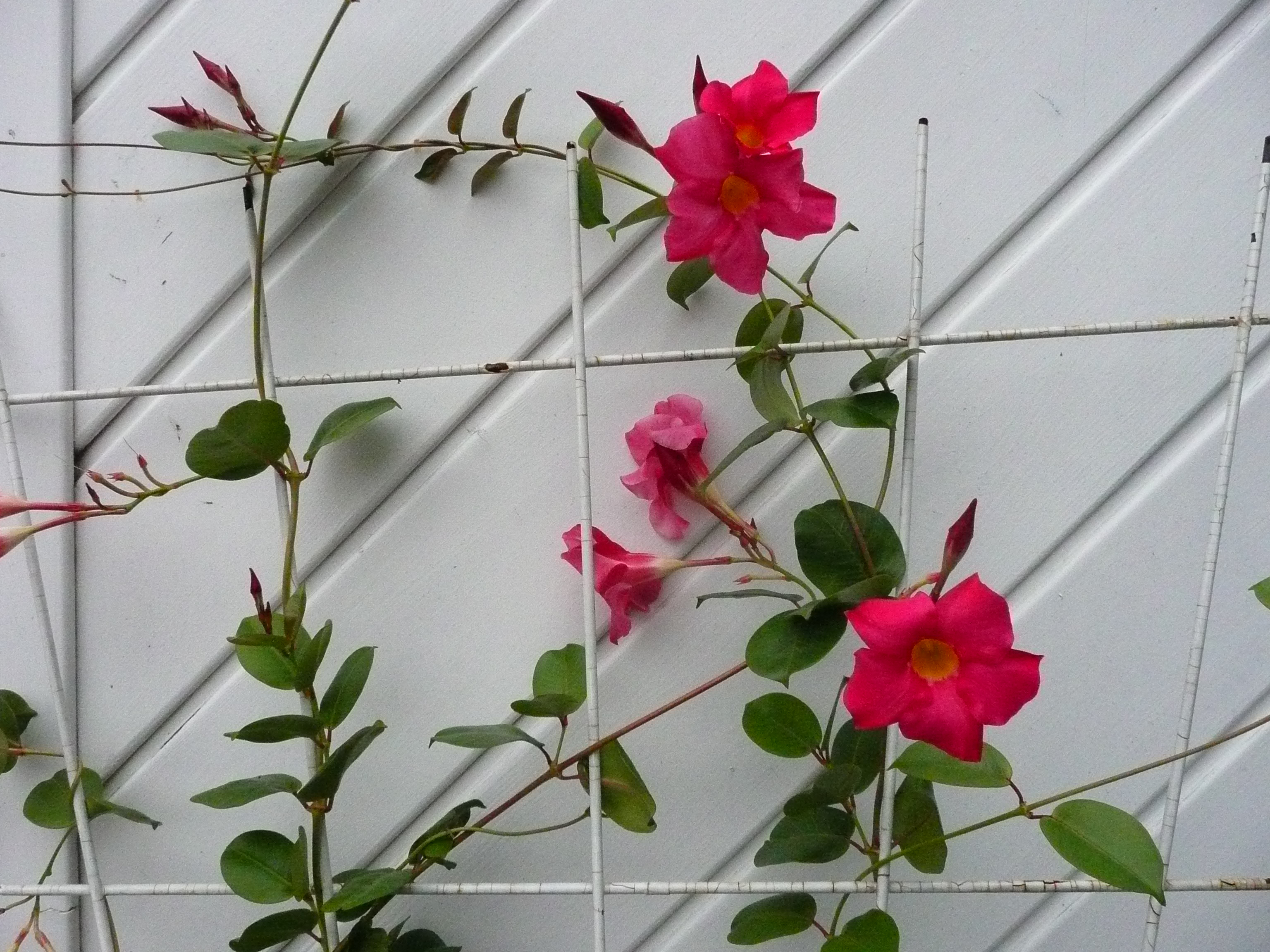
Mandevilla sanderi

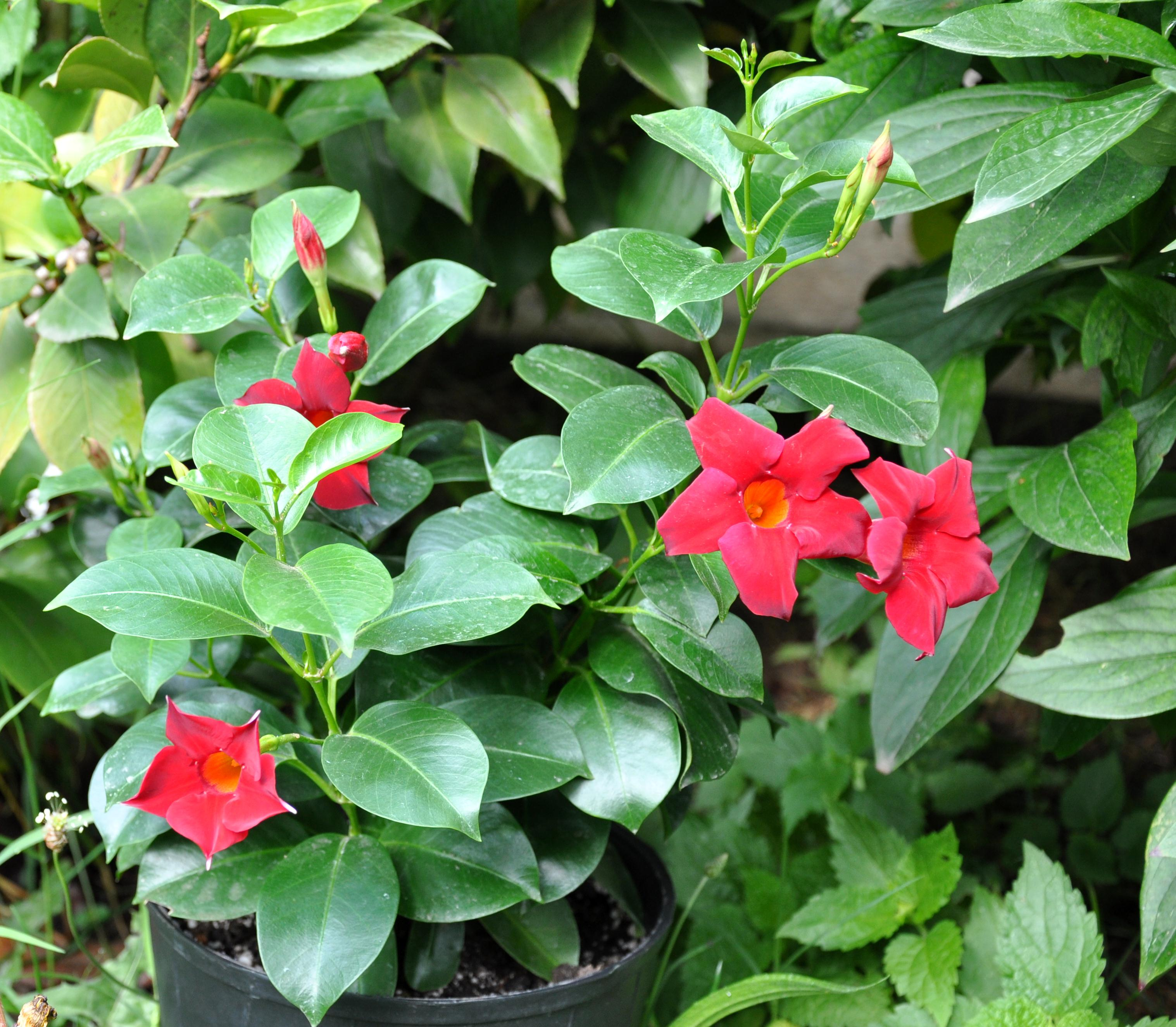
Mandevilla sanderi

Die Blütenstände sind endständige oder in den Blattachseln entspringende Rispen und enthalten selten mehr als zwölf Blüten. Je nach Art variiert der Blütendurchmesser zwischen weniger als 1 cm und 5 cm, bei manchen Zuchtformen auch darüber. Jeder Blütenstiel entspringt der Achsel eines einzelnen Tragblatts. Das Tragblatt ist oft trocken und häutchen- oder folienartig, es fällt zur Fruchtreife ab.
Die zwittrigen Blüten sind fünfzählig.
Der Kelch besteht aus fünf Kelchblättern. Diese sind eiförmig, schmal elliptisch oder fast linealisch. An der Basis der Kelchblätter finden sich Kolleteren genannte mehrzellige Trichome, die Schleimstoffe absondern können.
Die Krone ist entweder trichter- oder stieltellerförmig. Die Farbe variiert zwischen weiß, gelblich, hellgelb, rötlich, violett oder purpurn. Seltener ist die Krone mehrfarbig. Die fünf Lappen sind eiförmig oder verkehrt-eiförmig. Die Innenseite der Blütenhülle ist flaumig behaart.
Es ist nur ein Kreis aus fünf kurzen Staubblättern am Schlund vorhanden. Die Antheren sind länglich, typischerweise sind sie zusammenragend und dem Pistill anhaftend. Die Filamente sind nicht verwachsen und behaart.
Die beiden oberständigen Fruchtblätter sind apocarp, das heißt nicht verwachsen, berühren sich aber an der Spitze. Es ist ein Diskus vorhanden oder Nektarien. Der Griffelkopf ist pfeilförmig und häufig fünfeckig.

### Frucht und Samen
Die Früchte sind apokarpe, nicht verwachsene, oder sehr selten auch synkarpe, verwachsene, lange Balgfrüchte. Sie sind zylindrisch oder perlschnurförmig. Üblicherweise sind sie behaart oder drüsig, selten kahl.
Die zahlreichen Samen sind länglich oder gedrungen und längsgefurcht. Sie sind an einer Seite geschopft.

## Bestäubung
Die Bestäubung von Mandevilla funktioniert über Zoogamie, das heißt Bestäubung durch Tiere. Untersuchungen an Mandevilla pentlandiana in Argentinien ergaben Hummeln (Bombus), die Westliche Honigbiene (Apis mellifera) und der Goldbauch-Smaragdkolibri (Chlorostilbon lucidus), einen Kolibri, als Bestäuber. Die Pflanze bietet den Bestäubern dazu Nektar an. Dieselbe Untersuchung ergab, dass eine einzelne Blüte stets etwa 2 Milligramm Zucker bereithält (eine Infloreszenz etwa 11 Milligramm), und in ihrer mehrtägigen Öffnungszeit insgesamt etwa 5 bis 6 Milligramm produziert.

## Inhaltsstoffe
Die Pflanzen enthalten einen weißen (giftigen) Milchsaft.

## Verbreitung
Arten von Mandevilla sind in fast der gesamten Neotropis, das heißt im tropischen Teil Amerikas verbreitet. Etwa 90 Arten sind in Südamerika heimisch. In Mittelamerika finden sich 21, mit dem Diversitätszentrum in Mexiko und Guatemala. Die Nordgrenze des Verbreitungsgebiets verläuft durch Mexiko, die Südgrenze durch Argentinien.

## Synonyme/Etymologie
Der gültige wissenschaftliche Name der Gattung ist Mandevilla, nach Henry John Mandeville (1773–1861), einem britischen Gesandten in Argentinien, der die ersten Exemplare von Mandevilla laxa nach England brachte. Eine andere Version, in der die Gattung nach Jehan de Mandeville, einem mittelalterlichen Ritter, benannt wurde, ist falsch.
Das geläufigste Synonym für die Mandevilla ist Dipladenia A.DC., ein Name, der sich vom griechischen δίπλόος [diplóos] (= doppelt), zu δι- [di-] (= zwei) und αδήν [aden] (= Drüse) herleitet, nach den zwei Drüsen am Rand des Narbenkopfs. Unter diesem Namen sind die Arten und Sorten auch heute noch im Handel und Gartenbau bekannt.
Andere seltener gebrauchte Synonyme sind Amblyanthera Müll. Arg., Eriadenia Miers, Laseguea A.DC., Mitozus Miers und Salpinctes Woodson.

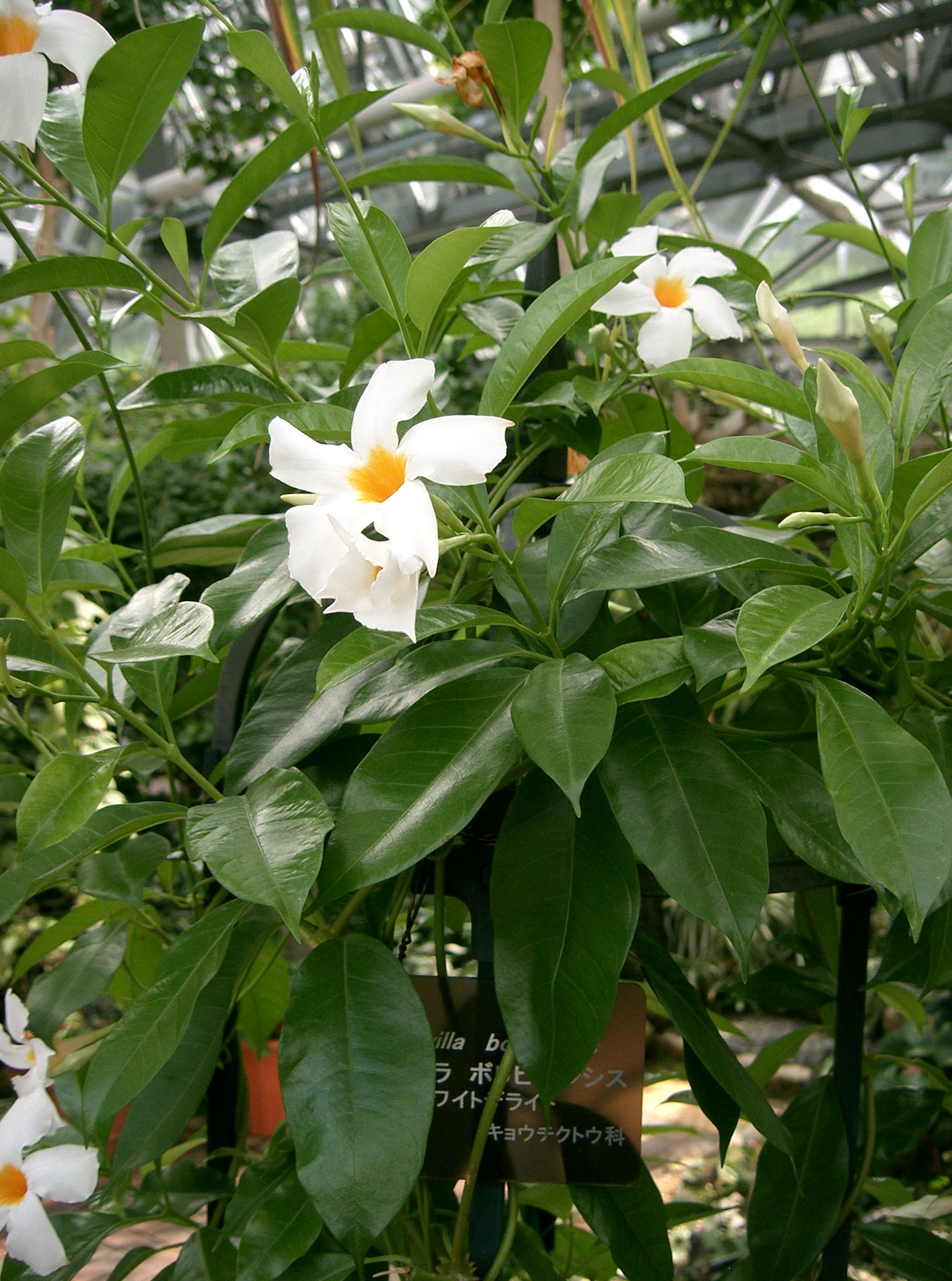
Mandevilla boliviensis

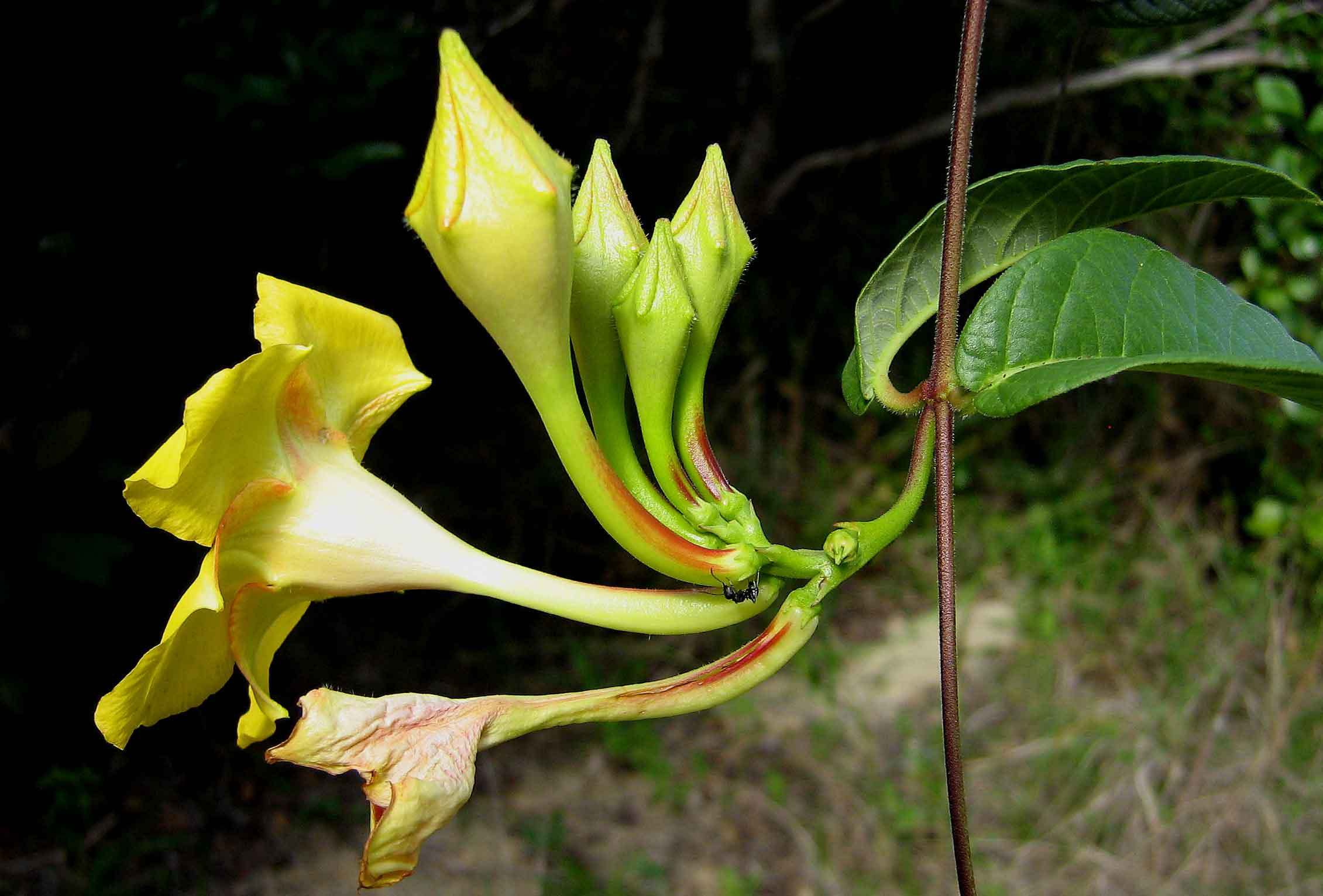
Chilenischer Jasmin (Mandevilla laxa)

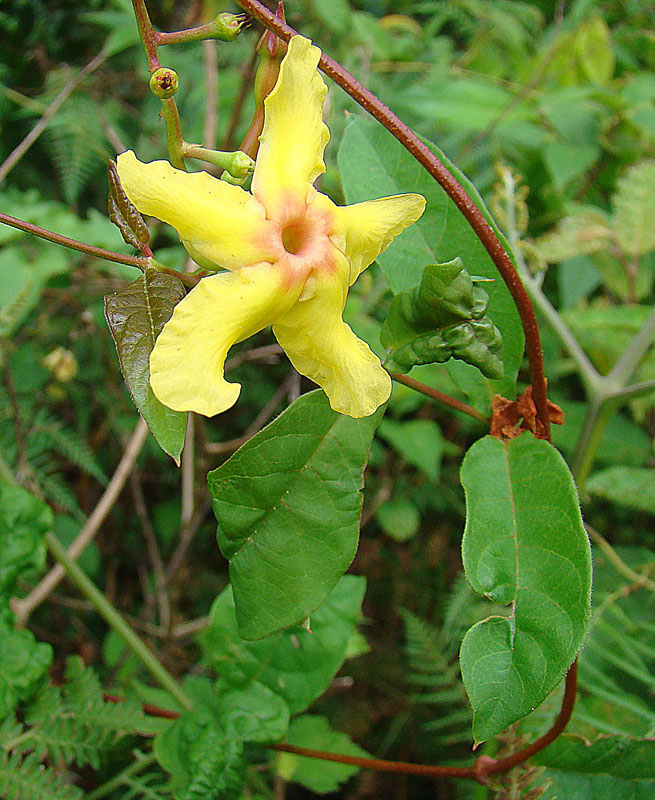
Mandevilla subsagittata

## Systematik
Die Gattung Mandevilla gehört in den Tribus Mesechiteae, in der Unterfamilie Apocynoideae, der Familie Hundsgiftgewächse (Apocynaceae). Neben ihr gehören noch sieben Gattungen zu diesem Tribus: Allomarkgrafia, Forsteronia, Macrosiphonia, Mesechites, Quiotania, Telosiphonia und Tintinnabularia. Genetische Untersuchungen ergaben, dass die Gattungen Telosiphonia und Macrosiphonia die beiden nächsten Verwandten von Mandevilla sind.
Wie bei vielen tropischen Gattungen ist die Einteilung in Arten nicht vollständig klar. Zurzeit werden etwa 110 bis 175 Arten zur Gattung gezählt. Eine Auswahl davon ist:
- Mandevilla acutiloba (A.DC.) Woodson: Sie kommt vom südlichen Mexiko bis Honduras vor.[8]
- Mandevilla × amabilis (Backh. & Backh.f.) Dress (= Mandevilla splendens × ?, Syn.: Dipladenia × amabilis Backh. & Backh.f.)
- Mandevilla boliviensis (Hook.f.) Woodson: Sie kommt von Costa Rica bis Bolivien und im östlichen Brasilien vor.[8]
- Mandevilla convolvulacea (A.DC.) Hemsl. (Syn.: Mandevilla andrieuxii (Müll. Arg.) Hemsl.): Sie kommt in den mexikanischen Bundesstaaten Puebla und Oaxaca vor.[8]
- Mandevilla foliosa (Müll.Arg.) Hemsl.: Sie kommt in Mexiko vor.[8]
- Mandevilla hirsuta (Rich.) K.Schum. (Syn.: Echites auriculatus Pohl ex Stadelm., Echites hirsutus Rich., Echites tomentosus Vahl, Mandevilla auriculata (Pohl ex Stadelm.) K.Schum.): Sie kommt vom südlichen Mexiko bis Brasilien und Paraguay vor.[8]
- Chilenischer Jasmin (Mandevilla laxa (Ruiz & Pav.) Woodson, Syn.: Mandevilla suaveolens Lindl.): Sie kommt in Bolivien, Peru und Argentinien vor.[8]
- Mandevilla mexicana (Müll.Arg.) Woodson: Sie kommt im mexikanischen Bundesstaat Oaxaca vor.[8]
- Mandevilla oaxacana (A.DC.) Hemsl.: Sie kommt im mexikanischen Bundesstaat Oaxaca vor.[8]
- Mandevilla pohliana (Stadelm.) A.H.Gentry (Syn.: Echites pohlianus Stadelm., Echites velutinus Mart. ex Stadelm., Mandevilla velutina (Mart. ex Stadelm.) Woodson): Sie kommt in Bolivien, Brasilien, Argentinien und Paraguay vor.[8]
- Mandevilla rigidifolia J.F.Morales: Sie wurde aus Panama erstbeschrieben.
- Mandevilla sanderi (Hemsl.) Woodson (Syn.: Dipladenia × amoena T.Moore, Dipladenia sanderi Hemsl.): Sie kommt im brasilianischen Bundesstaat Rio de Janeiro vor.[8]
- Mandevilla splendens (Hook.f.) Woodson (Syn.: Echites splendens Hook. f.): Sie kommt im brasilianischen Bundesstaat Rio de Janeiro vor.[8]
- Mandevilla subsagittata (Ruiz & Pav.) Woodson: Sie kommt von Mexiko bis Ecuador, Peru und den Inseln der Karibik vor.[8]
- Mandevilla torosa (Jacq.) Woodson (Syn.: Mandevilla karwinskii (Müll.Arg.) Hemsl.): Sie kommt von Mexiko bis Honduras, auf Kuba und Jamaika vor.[8]

## Kultur
Mandevilla-Arten und ihre Sorten befinden sich schon seit über 100 Jahren in Kultur. Vor allem in der Gründerzeit waren die Schling- und Kletterpflanzen beliebte Zimmerpflanzen, kamen aber dann etwas aus der Mode. Seit etwa dem Jahr 2000 sind die Mandevilla wieder sehr beliebt. Sie werden jedoch in der Regel mit Stauchmitteln, die in die Bildung der für das Streckungswachstum verantwortlichen Gibberellinsäure eingreifen, behandelt, um eine gedrungene Form für die Fensterbank zu erreichen.
Die beliebteste Art ist Mandevilla sanderi mit oft paarigen, rosafarbenen Blüten mit gelbem Zentrum. Von dieser Art existiert eine Unzahl von Hybriden in den verschiedensten Rosatönen. Verbreitet sind auch Mandevilla splendens, mit besonders großen rosa-weißen Blüten oder Mandevilla boliviensis mit weißen Blüten und gelbem Kelch.
Als Gartenpflanze ist vor allem der Chilenische Jasmin (Mandevilla laxa) mit reinweißen Blüten beliebt.
Die neuerliche Beliebtheit hängt auch mit zwei neuen Sorten 'Sundaville' und 'Tropidenia' zusammen. Beide Sorten bilden Rüben aus und können so eine Trockenphase, in der sie nicht gegossen werden, gut überstehen. Sie wurden auf Mandevilla sanderi gezüchtet und sind eingetragene Marken. Die Marke 'Sundaville' gehört der Suntory Flowers Limited aus Japan, wohingegen die Marke 'Tropidenia' auf Jörg Meyer aus der Schweiz registriert ist.